# Luigi Francesco di Monteynard
Marchese Luigi Francesco di Monteynard, in lingua francese Louis François de Monteynard (La Pierre, 13 maggio 1713 – Parigi, 3 maggio 1791), è stato un generale e politico francese.

## Biografia
All'età di quattordici anni si arruolò nel reggimento Royal-des-Vaisseaux, comandato dal cugino, cavaliere de Marcieu. Partecipò a tutte le campagne militari di Luigi XV. Lo si ritrova sui campi di battaglia italiani, austriaci, a Minorca, in Germania ed nei Paesi Bassi.
Nel 1759 divenne luogotenente generale, il grado militare più alto a quell'epoca, dopo quello di maresciallo di Francia. Nel 1771 fu chiamato da Luigi XV a sostituire il duca di Choiseul come Ministro della Guerra. Nel corso dei tre anni del suo mandato egli intraprese numerose iniziative per migliorare la situazione dei soldati. Per questo venne portato ad esempio per l'Europa nel Dictionnaire philosophique di Voltaire. Divenne anche il primo governatore generale della Corsica e creò a Saumur la scuola di equitazione che, dopo la rivoluzione, darà origine al celebre corpo di cavalieri detto Cadre Noir.
Per la sua regione di nascita, il Delfinato, egli fece ugualmente molto. Fu uno dei sottoscrittori della biblioteca pubblica di Grenoble, difendendo nel 1771 il progetto di fronte al re. Nello stesso anno si oppose allo spostamento del Parlamento del Delfinato da Grenoble a Valence.
A partire dal 1773 si dedicò al suo paese natale. A La Pierre fece costruire la casa parrocchiale e vi fece erigere accanto una nuova chiesa con il suo cimitero. Nel 1775 dette inizio alla costruzione del castello di Cruzille à Tencin, ove non ebbe tuttavia mai occasione di abitare.
Morì a Parigi, in piena rivoluzione, e, fatto straordinario, a dispetto della norma che dal 1788 vietava le sepolture all'interno delle chiese, furono i poveri del suo quartiere ed suoi stessi vecchi soldati che ne inumarono le spoglie all'interno della chiesa detta les Jacobins a Tolosa.